# Colimotl

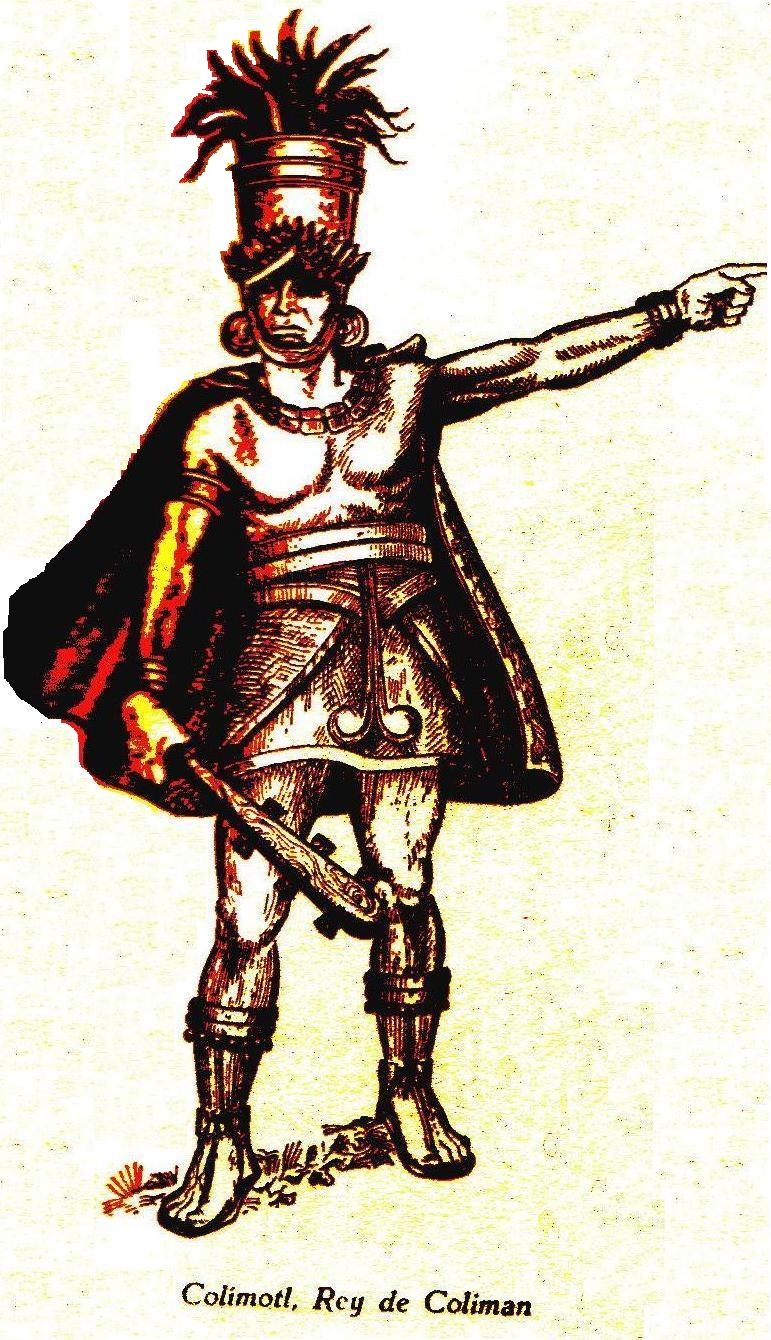
Koning Colimotl

Colimotl (Spaans: Colimán) was de laatste heerser van Colima, een precolumbiaans koninkrijk in het westen van Mexico voor de Spaanse verovering.
In de Salpeteroorlog wist Colimotl Taraskische aanvallers te verdrijven. Hij verenigde een vijftal hoofdmanschappen en slaagde erin een kwart van het Taraskische gebied te veroveren. De eerste Spaanse veroveraars wist Colimotl succesvol af te houden. Uiteindelijk werd hij in 1523 verslagen en door Gonzalo de Sandoval, die daarbij gesteund werd door de Tarasken.
Bij de laatste veldslag tegen Sandoval kwam hij om het leven. Volgens de legende trok hij echter, nadat hij zag dat hij niet meer kon winnen, naar de vulkaan Nevado de Colima, en stortte hij zich in de vulkaan. Elke keer wanneer het volk van Colima leed wordt berokkend zou Colimotl door zijn woede de vulkaan laten uitbarsten.